# Iris Yamashita
Iris Hitomi Yamashita (jap. アイリス・ヤマシタ; * April 1965 in Missouri) ist eine japano-amerikanische Schriftstellerin und Drehbuchautorin.

## Leben
Iris Yamashita wurde in Missouri, im Mittleren Westen der USA geboren. Ihr Vater, ein gebürtiger Japaner, war im Rahmen des renommierten Fulbright-Austauschprogramms in die Vereinigten Staaten gekommen. Sie wuchs in Hawaii auf und besuchte die University of California in San Diego und Berkeley, die sie jeweils mit einem Bachelor of Science in Biotechnik beziehungsweise einem Master-Abschluss in Maschinenbau verließ. Später studierte Yamashita an der Universität von Tokio das Fach Virtuelle Realität. Neben dem wissenschaftlich-technischen Studium erwärmte sie sich für die Schriftstellerei und feierte erste Erfolge mit Kurzgeschichten. Zweimal gewann Yamashita den internationalen Kurzgeschichtenwettbewerb der japanischen Fluggesellschaft All Nippon Airways, die eine Veröffentlichung in ihrem Bordmagazin Wingspan beinhaltete. Ihr erstes Drehbuch Traveler In Tokyo war ebenso Anerkennung beschieden und gewann den Drehbuchwettbewerb des kalifornischen Big-Bear-Lake-Filmfestivals. Daraufhin wurde die renommierte Hollywooder Creative Artists Agency (CAA) auf Yamashita aufmerksam und nahm sie unter Vertrag. Die CAA zählt Künstler aus allen Bereichen der US-amerikanischen Unterhaltungsindustrie zu ihrem Kundenkreis, darunter auch so bekannte Filmschaffende wie die Schauspieler George Clooney, Tom Hanks oder Nicole Kidman.
Die junge Japano-Amerikanerin, die auch zeitweise in Guam gelebt hat, arbeitete 2005 als Vollzeit-Webprogrammiererin, als sie mit dem Drehbuchautor Paul Haggis in Kontakt kam. Haggis hatte von Clint Eastwood den Auftrag erhalten nach dem Kriegsdrama Flags of Our Fathers ein Drehbuch über die japanische Sichtweise in der Weltkriegsschlacht um die Pazifikinsel Iwojima zu schreiben.
Der US-Amerikaner, der schon das Filmskript zu Eastwoods erfolgreichem Boxer-Drama Million Dollar Baby (2004) verfasst hatte, arbeitete aber zu dieser Zeit mit L.A. Crash an der Postproduktion seines eigenen Kinodebüts als Regisseur. So suchte Haggis nach einem anderen Drehbuchautor für Eastwoods Projekt, wovon Yamashitas Agentur CAA erfuhr. Diese schickte ihm einige Arbeiten der Drehbuchautorin, der sich daraufhin mit Yamashita traf und sie an Clint Eastwood weiterempfahl.
Schon der erste Entwurf auf Basis einer gemeinsam mit Haggis entwickelten Geschichte gefiel Eastwood. Er kaufte das Drehbuch, das nach einigen Änderungen Yamashitas in japanischer Sprache 2006 unter dem Titel Letters from Iwo Jima an Originalschauplätzen verfilmt wurde. Das fünfzehn Millionen US-Dollar teure Kriegsdrama mit Ken Watanabe in der Hauptrolle von General Tadamichi Kuribayashi (1891–1945) war Erfolg bei Kritikern und Publikum beschieden und belegte bei seiner Veröffentlichung im Dezember 2006 mehrere Wochen Platz eins der US-amerikanischen Kinocharts. Von der Los Angeles Times als aufreibender, psychologisch-poetischer Kriegsfilm gefeiert, wurde Letters from Iwo Jima mit dem Golden Globe Award als bester fremdsprachiger Film des Jahres ausgezeichnet.
Bei der Oscarverleihung 2007 am 25. Februar war der Film in vier Kategorien nominiert, konnte sich aber nur in einer technischen Kategorie gegen die Konkurrenz durchsetzen. Unter den Nominierten befanden sich auch Iris Yamashita und Paul Haggis, die gemeinsam in der Kategorie Bestes Originaldrehbuch Berücksichtigung gefunden hatten, letztlich allerdings Michael Arndt (Little Miss Sunshine) unterlagen.

## Filmografie
- 2006: Letters from Iwo Jima

## Auszeichnungen
Oscar
- 2007: nominiert in der Kategorie Bestes Originaldrehbuch für Letters from Iwo Jima

Weitere
Chicago Film Critics Association Awards
- 2006: nominiert in der Kategorie Bestes Originaldrehbuch für Letters from Iwo Jima